# Tagliolini

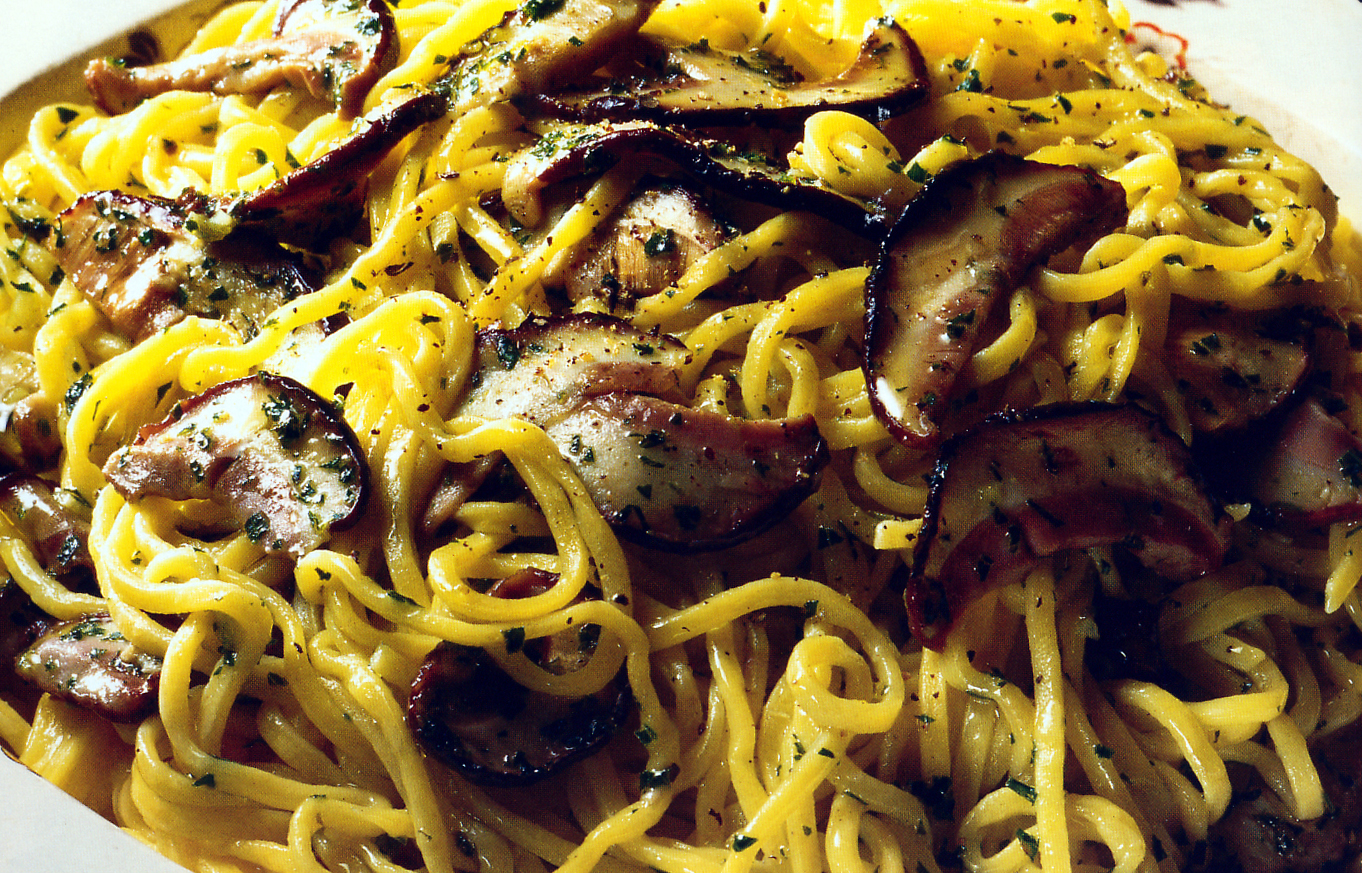
Tagliolini con funghi porcini (mit Steinpilzen)

Tagliolini (Aussprache [taʎo'liːni]) (auch  Taglierini, Aussprache [taʎe'riːni]), von italienisch tagliare = „schneiden“, sind eine italienische Nudelsorte und typisch für die Gerichte der regionalen italienischen Küche in Molise und Piemont, wo sie piemontesisch Tajarin genannt werden. Sie bestehen aus Hartweizengrieß oder Hartweizenmehl, Eiern und Salz.
Tagliolini sind Bandnudeln mit einer Breite von zwei bis drei Millimeter, schmaler als Tagliatelle und dünn wie Capellini. Ihre Länge ist vergleichbar mit der von Spaghetti. Sie garen schnell, besonders, wenn sie frisch verwendet werden, und passen gut zu hellen und leichten Soßen, Fisch, Delikatem oder Suppen.